# John Dean Kuku
John Dean Kuku, né en 1963, est un homme politique salomonais.

## Biographie
Formé à l'Institut de Formation des Enseignants des Îles Salomon puis au Collège d'enseignement avancé (en) de la région des rivières du Nord en Australie, il obtient ensuite un diplôme de Bachelor of Arts de l'université du Pacifique Sud, et devient enseignant dans son pays. 
Il entre au Parlement national comme député sans étiquette de la circonscription de Nouvelle-Géorgie nord aux élections législatives de 2014, battant dans cette circonscription le député vétéran Job Tausinga qui briguait un huitième mandat. Il est le ministre du Service public dans le gouvernement de Manasseh Sogavare de décembre 2014 à août 2017, puis ministre de l'Éducation et du Développement des ressources humaines dans les gouvernements successifs de Manasseh Sogavare et de Rick Houenipwela. Après les élections législatives de 2019, il est reconduit à cette fonction dans le nouveau gouvernement de Manasseh Sogavare, avant d'en être limogé le 1er octobre 2019 pour s'être abstenu lors du vote du projet de loi du gouvernement visant à reconnaître la république populaire de Chine et à rompre les relations diplomatiques des Îles Salomon avec Taïwan,. En juillet 2020, il est élu chef du groupe des députés indépendants, le groupe parlementaire qui n'est affilié ni à la majorité ni à l'opposition.
C'est avec l'étiquette du Parti démocrate qu'il est réélu député aux élections législatives de 2024. Avec  George Temahua, il quitte toutefois ensuite le parti pour se joindre 
au groupe des députés indépendants mené par Peter Kenilorea junior, c'est à dire le groupe des députés qui ne font partie ni de la majorité parlementaire, ni de l'opposition officielle.